# Der Fremde im Zug
Der Fremde im Zug (Originaltitel: Strangers on a Train) ist ein US-amerikanischer Film noir mit Thriller-Elementen von Alfred Hitchcock aus dem Jahr 1951. Er basiert auf Patricia Highsmiths erstem, gleichnamigen Roman (deutscher Titel: „Zwei Fremde im Zug“). In Deutschland trug der Film lange Zeit den Titel Verschwörung im Nordexpress.

## Handlung
Während einer Fahrt mit der Eisenbahn lernt Guy Haines, ein Tennisstar mit politischen Ambitionen, einen Mann namens Bruno Antony kennen. Bruno, ein Muttersöhnchen aus reicher Familie, hat aus der Presse umfangreiche Kenntnisse über Guys Privatleben gesammelt: So weiß er zum Beispiel auch von Auseinandersetzungen, die Guy mit seiner von ihm getrennt lebenden Frau hat, und von Guys Plänen, sich scheiden zu lassen, um Anne Morton, die Tochter eines Senators, zu heiraten. Bruno schlägt ihm einen Handel vor: Da er immer davon träume, das „perfekte Verbrechen“ zu begehen, sei er bereit, Guys Frau zu töten, wenn dieser im Gegenzug Brunos verhassten Vater umbringen würde. Da die Opfer den Mördern jeweils völlig fremd wären, gäbe es für die Polizei keinerlei nachvollziehbare, logische Motive. Guy glaubt, bei Bruno handle es sich um einen harmlosen Verrückten.
In Metcalf verlässt Guy den Zug, um seine Frau Miriam aufzusuchen. Sie zieht ihre Einwilligung in die Scheidung zurück und will wieder mit ihm leben. Guy ist verzweifelt und sagt am Telefon wütend zu seiner Freundin, er würde Miriam am liebsten „erwürgen“. Unterdessen setzt Bruno sein Vorhaben in die Tat um: Er stellt Miriam nach und erwürgt sie auf einem Rummelplatz, während Guy auf einer erneuten Zugreise nach Washington, D.C. ist. Nun fordert er von seinem „Partner“ die entsprechende Gegenleistung.
Guy hofft auf ein Alibi durch einen Professor, mit dem er zur Tatzeit im Zug saß, doch dieser war angetrunken und kann sich nicht an ihn erinnern. Da Guy im Gegensatz zu Bruno ein Motiv für den Mord an seiner Ehefrau hat, meldet er den Täter nicht bei der Polizei. Guy gerät auch so immer mehr in den Fokus der Ermittlungen, auf Schritt und Tritt wird er vom Polizisten Hennessey begleitet.
Da Guy trotz Brunos permanenter Nachstellungen nicht bereit ist, seine „Schuldigkeit“ zu tun, versucht Bruno schließlich, sich zu rächen: Er plant, das mit persönlicher Prägung („A to G“ –  „Von A für G“) versehene Feuerzeug, das Guy beim ersten Treffen mit Bruno im Zug vergessen hatte, am Tatort zu verstecken und Guy damit den Mord an seiner Frau Miriam in die Schuhe zu schieben. Guy will Bruno am Verstecken des Feuerzeugs hindern, muss jedoch noch ein wichtiges Tennismatch absolvieren. Da das Spiel überraschend wesentlich länger dauert als erwartet, beginnt ein Wettlauf mit der Zeit. Barbara, die Schwester seiner Freundin, kann ihm durch ein Ablenkungsmanöver bei Hennessey einen Vorsprung vor der ihn observierenden Polizei verschaffen.
Beim Kinderkarussell auf dem Rummelplatz treffen Guy und Bruno aufeinander. In der Aufregung schießt ein Polizist auf den Betreiber des Karussells, der so unglücklich auf die Schalthebel fällt, dass sich das Karussell mit den Kindern rasend schnell zu drehen beginnt, während Guy und Bruno vor den Augen der Polizeibeamten auf Leben und Tod kämpfen. Als ein alter Mann, der unter der rotierenden Platte zur Mitte gekrochen ist, das Karussell abschaltet, hält es mit einem Ruck, zerbricht teilweise, und Bruno wird von den Trümmern eingeklemmt.
Guy und Inspektor Turley beugen sich über den Schwerverletzten, der behauptet, Guys Feuerzeug liege am Tatort. Doch als er stirbt, öffnet sich seine linke Hand, und das Feuerzeug kommt zum Vorschein, wodurch die Polizei Guys Unschuld anerkennt.

## Hintergründe
Hitchcock kaufte die Rechte an dem Patricia-Highsmith-Roman und versuchte ihn mit Raymond Chandler zu adaptieren. Die Zusammenarbeit funktionierte jedoch überhaupt nicht; Chandlers Versionen wurden – nach Hitchcocks Auffassung – immer schlechter, so dass Hitchcock schließlich kein Wort mehr mit ihm gesprochen haben soll. Stattdessen engagierte er Czenzi Ormonde, eine Schülerin von Ben Hecht, die das Drehbuch, basierend auf Hitchcocks ursprünglicher Storyline, zusammen mit Barbara Keon, einer Produktionsassistentin von Hitchcock, und dessen Frau Alma Hitchcock fast komplett neu schrieb.
„Schuster, bleib bei deinem Leisten!“ war alles, was Hitchcock nach jahrzehntelangem Schweigen über die Zusammenarbeit mit Chandler zu sagen hatte.
Bei Der Fremde im Zug arbeitete Hitchcock erstmals mit dem Kameramann Robert Burks zusammen. Er war in den folgenden Jahren maßgeblich am Erfolg vieler Hitchcock-Filme beteiligt. Zusammen mit dem später dazugekommenen Filmeditor George Tomasini und dem Komponisten Bernard Herrmann bildete Burks über ein Jahrzehnt lang Hitchcocks Kernteam.
Der Kampf zwischen den beiden Protagonisten auf einem defekten, sich immer schneller drehenden Karussell ist der Höhepunkt des Thrillers. Durch die rasende Geschwindigkeit des Karussells und die hohe Bildfrequenz kann die Szene auch heute noch mit modernen Action-Sequenzen konkurrieren.
In der US-amerikanischen Version des Films sieht man Guy und Anne in der Schlussszene im Zug auf der Rückfahrt nach Washington. Guy wird von einem freundlichen Priester gefragt, ob er nicht Guy Haines sei. Dieser will erst freundlich antworten, erinnert sich aber dann daran, wie Bruno ihn auf dieselbe Weise ansprach, und verlässt wortlos mit Anne das Abteil.

## Synchronisation
Die deutsche Synchronfassung entstand 1951 bei der Deutsche Mondial Film in Berlin.
| Rolle                    | Schauspieler       | Dt. Synchronstimme |
| ------------------------ | ------------------ | ------------------ |
| Guy Haines               | Farley Granger     | Herbert Stass      |
| Bruno Antony             | Robert Walker      | Erik Ode           |
| Senator Morton           | Leo G. Carroll     | Walter Werner      |
| Barbara Morton           | Patricia Hitchcock | Renate Barken      |
| Mrs. Antony              | Marion Lorne       | Ruth Hellberg      |
| Police Captain Turley    | Howard St. John    | Hans Emons         |
| Detective Leslie Hennesy | Robert Gist        | Harry Wüstenhagen  |
| Detective Hammond        | John Doucette      | Hans W. Hamacher   |
| Madame Darville          | Odette Myrtil      | Alice Treff        |
| Professor Collins        | John Brown         | Hans Hessling      |

## Kritiken
Das Lexikon des internationalen Films schreibt: „Eine Lektion in Sachen Suspense und ein Versuch über heimliche Mordgelüste und deren Belastung für das Gewissen; spannend inszeniert und voller 'nebenbei' angerissener moralischer Problemstellungen wie Schuld und Angst.“ Der Evangelische Film-Beobachter zeigte sich ebenfalls positiv, allerdings mit einer Einschränkung: „Raffiniert gemachter älterer Hitchcock-Film von starker Grusel-Spannung. Das Spiel mit einem Kranken ist nicht unbedenklich.“ Roger Ebert, Kritiker der Chicago Sun-Times, zählt Der Fremde im Zug zu seiner Liste Great Movies und gab ihm vier von vier Sternen. Ebert lobt die Besetzung, insbesondere die Leistung Walkers, sowie das Aufsetzen einiger Schlüsselszenen. Der Film zähle zu Hitchcocks besten Arbeiten und sei ein „erstklassiger Thriller“.

## Auszeichnungen
- 1952 war Robert Burks in der Kategorie Beste Kamera (Schwarzweißfilm) für einen Oscar nominiert
- Nominierung für den Directors Guild of America Award als bester Regisseur für Alfred Hitchcock
- Nominierung für den National Board of Review Award in der Kategorie Bester Film

## Cameo
Während Guy Haines den Zug verlässt, steigt Hitchcock mit einem Kontrabass ein. Siehe auch Hitchcocks Cameos.

## Unterschiede zur Literaturvorlage
- Bruno Antony heißt im Roman Charles Anthony Bruno, und Guy ist nicht Tennisprofi, sondern Architekt.
- Im Film wird die Grundidee aus dem Roman übernommen, dass zwei Personen, die scheinbar in keiner Verbindung zueinander stehen, für die jeweils andere einen Mord begehen. Der wesentliche Unterschied zwischen Film und Roman ist, dass im Buch nicht nur Bruno Guys Frau ermordet, sondern auch Guy Brunos Vater. Guy heiratet Anne, spürt aber immer wieder seine Schuld und verrät sich schließlich selbst. Fast erleichtert lässt er sich verhaften.
- Bruno stirbt im Buch nach einem Bootsunfall. Dabei riskiert Guy sein Leben, um ihn zu retten.

## Sonstiges
- Wie Cocktail für eine Leiche (1948) und Bei Anruf Mord (1954) handelt auch dieser Film vom „perfekten Mord“.
- Dieser Hitchcock-Film diente als Vorlage für die Komödie Schmeiß’ die Mama aus dem Zug! aus dem Jahr 1987 mit Billy Crystal und Danny DeVito.
- Der Film wird in vielen anderen Filmen und TV-Serien zitiert, wenn es um die Planung eines „perfekten Mordes“ geht. So sprechen auch die Protagonisten in Kill the Boss über den Film und planen eine ähnliche Vorgehensweise.
- Bei den Simpsons ist der erste Teil von Treehouse of Horror XX eine Parodie dieses Films.
- Die Schlussszene mit dem Karussell wird zu Beginn mit der damals üblichen Musik einer Jahrmarktsorgel, untermalt. Als sich das Karussell schneller dreht, wird auch die Musik schneller, aber auch höher. Das ist aber technisch unmöglich, da eine solche Orgel erstens über eine eigene Steuerung durch gelochten Faltkarton verfügt, und zweitens, auch wenn diese Steuerung schneller liefe, würde sich die Tonhöhe der Orgelpfeifen auf keinen Fall ändern. Die Tonhöhenänderung ist wohl bedingt durch das schnellere Abspielen einer Tonbandaufnahme, was wohl als dramaturgischer Steigerungseffekt zu interpretieren ist.
- Eine Ungekürzte Fernsehfassung (104 min) wurde am 6. September 2023 auf Arte ausgestrahlt.
- In Something Queer in Here analysiert Philipp Stadelmaier die queeren Subtexte in Der Fremde im Zug, denn wie viele von Hitchcocks Filmen entstand zu einer Zeit, in der Homosexualität in Hollywood-Filmen nicht offen behandelt werden durfte.[7]